# State Hockey Centre
Sydney Olympic Park Hockey Centre, även känt som State Hockey Centre, är en landhockeyarena i Sydney, Australien. Den var huvudarena för landhockeyturneringarna under olympiska sommarspelen 2000. Arenan har numera en kapacitet på 8 000 åskådare, varav 4 000 sittande, men under de olympiska spelen 2000 var kapaciteten 15 000 då tillfälliga läktare användes.